# جامع دماوند
جامع دماوند (بالفارسية: مسجد جامع دماوند) هو مسجد تاريخي في مدينة دماوند بإيران. بُني المسجد في عهد الدولة السلجوقية، ويتضمن آثار عمارة ساسانية. يمكن أيضًا رؤية نقش يحمل اسم إسماعيل الصفوي.